# Kōichi Wakata
Kōichi Wakata (jap. 若田光一 Wakata Kōichi; ur. 1 sierpnia 1963 w Ōmiyi) – japoński astronauta, doktor inżynier, uczestnik misji wahadłowców NASA oraz ekspedycji na Międzynarodowej Stacji Kosmicznej. Przebywał w kosmosie ponad 347 dni – najdłużej z wszystkich astronautów japońskich.

## Zarys biografii
Urodził się w Ōmiyi. W 1989 ukończył studia z dziedziny matematyki stosowanej na Uniwersytecie Kiusiu. W latach 1989–1992 pracował jako inżynier w Japońskich Liniach Lotniczych. W 2004 uzyskał doktorat z inżynierii kosmicznej na Uniwersytecie Kiusiu.

### Kariera astronauty
W kwietniu 1992 został zakwalifikowany jako kandydat na astronautę przez agencję NASDA (obecnie JAXA). Przeszedł trening w należącym do NASA Johnson Space Center.
Jako specjalista misji uczestniczył w lotach kosmicznych: STS-72 w 1996 i STS-92 w 2000.
Swój trzeci lot kosmiczny rozpoczął 15 marca 2009. Wystartował w kosmos na pokładzie wahadłowca Discovery (misja STS-119) jako specjalista misji. Po dotarciu na ISS został członkiem Ekspedycji 18, a następnie 19 i 20 w charakterze inżyniera pokładowego. Na Ziemię powrócił 31 lipca 2009 promem Endeavour, realizującym misję STS-127.
Od marca 2010 do lutego 2011 był szefem wydziału eksploatacji ISS w Biurze Astronautów NASA. Od kwietnia 2010 do lipca 2012 był dowódcą grupy astronautów JAXA.
Dekretem prezydenta Federacji Rosyjskiej Dmitrija Miedwiediewa, № 437 z 12 kwietnia 2011, został odznaczony Medalem „Za zasługi w podboju kosmosu”.
W swój czwarty lot kosmiczny wyruszył 7 listopada 2013 na pokładzie Sojuza TMA-11M. Wchodził w skład Ekspedycji 38 (jako inżynier pokładowy) i 39 (jako dowódca). Na Ziemię powrócił 14 maja 2014 tym samym statkiem.
Stowarzyszenie Uczestników Lotów Kosmicznych (Association of Space Explorers) przyznało mu Universal Astronaut Insignia za lot orbitalny (nr 340).

### Życie prywatne
Jest żonaty z Niemką Stefanie von Sachsen-Altenburg, z którą ma syna.
Hobby, krótkofalowiec, znak wywoławczy KC5ZTA. 

## Wykaz lotów
| Loty kosmiczne, w których uczestniczył Kōichi Wakata         | Loty kosmiczne, w których uczestniczył Kōichi Wakata | Loty kosmiczne, w których uczestniczył Kōichi Wakata | Loty kosmiczne, w których uczestniczył Kōichi Wakata | Loty kosmiczne, w których uczestniczył Kōichi Wakata | Loty kosmiczne, w których uczestniczył Kōichi Wakata | Loty kosmiczne, w których uczestniczył Kōichi Wakata |
| Nr                                                           | Data startu                                          | Statek kosmiczny                                     | Data lądowania                                       | Statek kosmiczny                                     | Funkcja                                              | Czas trwania                                         |
| ------------------------------------------------------------ | ---------------------------------------------------- | ---------------------------------------------------- | ---------------------------------------------------- | ---------------------------------------------------- | ---------------------------------------------------- | ---------------------------------------------------- |
| 1                                                            | 11 stycznia 1996                                     | STS-72 Endeavour F-10                                | 20 stycznia 1996                                     | STS-72 Endeavour F-10                                | Specjalista misji (MS-3)                             | 8 dni 22 godziny i 40 sekund                         |
| 2                                                            | 11 października 2000                                 | STS-92 Discovery F-28                                | 24 października 2000                                 | STS-92 Discovery F-28                                | Specjalista misji (MS-4)                             | 13 dni 23 minuty i 23 sekundy                        |
| 3                                                            | 15 marca 2009                                        | STS-119 Discovery F-36                               | 31 lipca 2009                                        | STS-127 Endeavour F-23                               | Inżynier pokładowy                                   | 137 dni 15 godzin 4 minuty i 24 sekundy              |
| 4                                                            | 7 listopada 2013                                     | Sojuz TMA-11M                                        | 14 maja 2014                                         | Sojuz TMA-11M                                        | Inżynier pokładowy, dowódca Ekspedycji 39            | 187 dni 21 godzin 44 minuty i 15 sekund              |
| 5                                                            | 5 października 2022                                  | SpaceX Crew-5                                        |                                                      |                                                      | Inżynier pokładowy                                   |                                                      |
| Łączny czas spędzony w kosmosie – 347 dni 8 godzin 32 minuty |                                                      |                                                      |                                                      |                                                      |                                                      |                                                      |